# Nepotilla finlayi
Nepotilla finlayi é uma espécie de gastrópode do gênero Nepotilla, pertencente a família Raphitomidae.